# دیتمار شاورهامر
دیتمار شاورهامر (انگلیسی: Dietmar Schauerhammer؛ زادهٔ ۱۲ اوت ۱۹۵۵) ورزشکار بابسلد اهل آلمان است.
وی در مسابقات کشوری و بین‌المللی در مجموع برندهٔ ۴ مدال طلا، ۲ مدال نقره، ۲ مدال برنز شده‌است.